# Jutta Eckstein

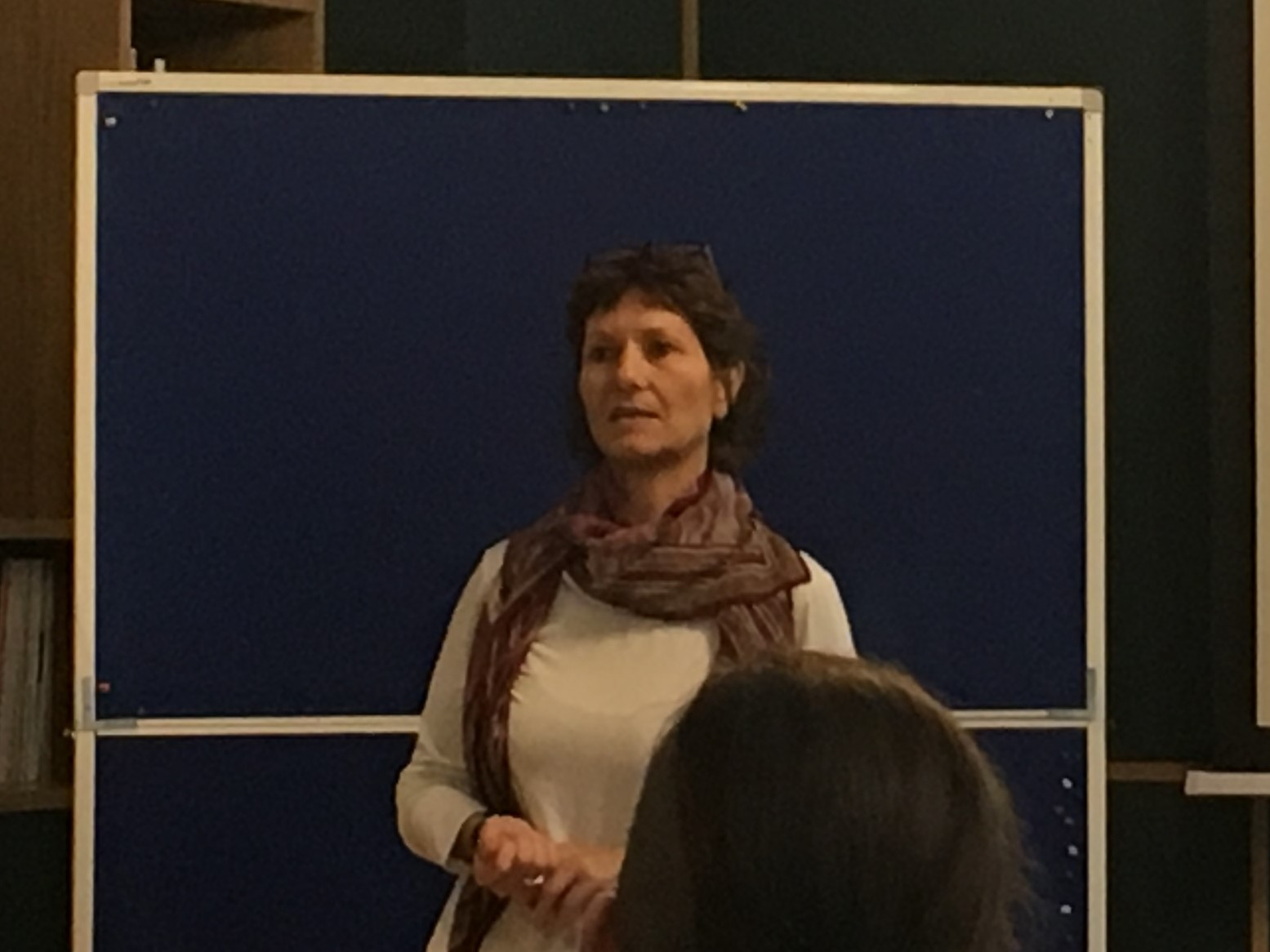
Jutta Eckstein, November 2017

Jutta Susanne Eckstein (* 28. Februar 1965 in Reutlingen) ist eine deutsche Spezialistin für Agilität, insbesondere agile Softwareentwicklung mittels Extreme Programming, Scrum u. ä.

## Leben und Werk
Nach ihrem Abitur am Friedrich-Schiller-Gymnasium Pfullingen absolvierte Eckstein von 1983 bis 1987 eine Fachlehrerausbildung mit dem Abschluss B.A. am Pädagogischen Fachseminar in Kirchheim unter Teck. Von 1988 bis 1992 studierte sie Product Engineering an der Hochschule Furtwangen. Seit einem Studium von 2011 bis 2013 an der Europäischen Fernhochschule Hamburg ist sie M.Sc. in Business Coaching und Change Management.
Jutta Eckstein arbeitet seit den 1990er-Jahren als Beraterin und Change-Managerin bei der Umsetzung agiler Prozesse in mittleren bis großen sowie verteilten Projekten. Neben von ihr verfassten Büchern, Buchkapiteln und Konferenzbeiträgen zum Thema Agilität gehört sie Programmkomitees verschiedener europäischer und amerikanischer Konferenzen zu den Themen agiles Vorgehen, Objektorientierung sowie Refactoring und Patterns an. So leitet sie z. B. das Programmkomitee der seit 1992 in München stattfindenden OOP-Konferenz für Objektorientierte Programmierung, dem deutschen Branchentreffen der Software-Entwickler, sowie der Conference on Agile Software Development (XP). Von 2003 bis 2007 fungierte sie als stellvertretende Direktorin der Agile Alliance, einer Gemeinschaft von Software-Spezialisten mit rund 4000 Mitgliedern (Stand 2007) und dem Ziel der Förderung agiler Methoden in der Software-Industrie. Seit 2007 leitet sie das Referentenvergütungsprogramm der Agile Alliance. Als Fachautorin ist sie u. a. für Informatik Aktuell tätig. Bei heise online führt sie in der Rubrik developer einen Blog unter dem Namen The World of IT.
Die Fachzeitschrift Computerwoche zählte Eckstein 2011 auf Platz 87 der Top 100: Die wichtigsten Persönlichkeiten in der deutschen ITK-Landschaft. Zu den Kriterien für die Aufnahme in die Liste zählten u. a. Gewicht der Stimme in der Branche, Visionärität, besondere Verdienste, individuelle fachliche Leistung und voraussichtliche künftige Rolle.

## Publikationen (Auszug)
Neben eigenen Büchern und Buchbeiträgen wurden bis 2017 über 70 Journal- und Konferenzbeiträge von Eckstein veröffentlicht.
Monographien:
- mit John Buck: Unternehmensweite Agilität: Wie Sie Ihr Unternehmen mit den Werten und Prinzipien von Agilität, Beyond Budgeting, Open Space und Soziokratie fit für die Zukunft machen. Verlag Franz Vahlen, München 2019, ISBN 978-3-8006-5967-8.
- Agile Softwareentwicklung mit verteilten Teams, dpunkt.verlag, Heidelberg 2012, ISBN 978-3-86491-082-1 (englisch: Agile Software Development with Distributed Teams: Staying Agile in a Global World, New York 2013, ISBN 978-0-932633-71-2).
- Agile Softwareentwicklung in großen Projekten: Teams, Prozesse und Technologien. Strategien für den Wandel im Unternehmen, 2. Aufl. (1. Aufl. erschienen als Agile Softwareentwicklung im Großen: ein Eintauchen in die Untiefen erfolgreicher Projekte), dpunkt.verlag, Heidelberg 2015, ISBN 978-3-86491-096-8 (englisch: Agile Software Development in the Large, Addison-Wesley, 2013, ISBN 978-0-13-349237-8).

Buchbeiträge:
- mit Hubert Baumeister (Hrsg.): Extreme Programming and Agile Processes in Software Engineering (= 5th International Conference XP 2004), Springer Verlag, Berlin/Heidelberg 2004, ISBN 978-3-540-22137-1.
- Transparenz, in: Henning Wolf (Hrsg.): Agile Projekte mit Scrum, XP und Kanban im Unternehmen durchführen, 2. Aufl., dpunkt.verlag, Heidelberg 2015, ISBN 978-3-89864-752-6, S. 23–34.
- Agiles Planen: langfristig und flexibel mit Beyond Budgeting In: Michael Lang, Stefan Scherber (Hrsg.): Agiles Management: Innovative Methoden und Best Practices, symposion, 2015, ISBN 978-3-86329-639-1, S. 15–28.
- Auswirkung der agilen Entwicklung auf die Organisation In: Michael Lang (Hrsg.): CIO 3.0. Die neue Rolle des IT-Managers, symposion, 2014, ISBN 978-3-86329-652-0, S. 139–154.
- Verteilte Entwicklung, in: Roman Pichler, Stefan Roock (Hrsg.): Agile Entwicklungspraktiken mit Scrum, dpunkt.verlag, Heidelberg 2011, ISBN 978-3-89864-854-7, S. 143–152.
- Agile Softwareentwicklung in großen Projekten, in: Peter Hruschka, Chris Rupp, Gernot Starke (Hrsg.): Agility Kompakt. Tipps für erfolgreiche Systementwicklung, 2. Aufl., Springer 2009, ISBN 978-3-8274-2092-3, S. 92–96.

Independently Published:
- mit Joseph Bergin, Helen Sharp, Jane Chandler, Marianna Sipos, Markus Völter, Mary Lynn Manns, Eugene Wallingford, Klaus Marquardt: Pedagogical Patterns: Advice for Educators. ISBN 978-1-4791-7182-8
- mit Johanna Rothman: Diving For Hidden Treasures – Finding The Real Value in Your Project Portfolio. 2016 ISBN 978-1-943487-08-0
- Retrospectives for Organizational Change: An Agile Approach. CreateSpace.com 2014 ISBN 978-1-4991-9025-0
- Die Bedeutung von Kommunikationsmodellen im Coachingprozess GRIN Verlag 2012 ISBN 978-3-668-03668-0